# Список претендентов на премию «Оскар» за лучший фильм на иностранном языке от Хорватии
Категория премии Американской академии кинематографических искусств и наук («Оскара») «за лучший фильм на иностранном языке» предназначена для награждения полнометражных фильмов, произведенных вне юрисдикции США и с преимущественно неанглийским языком или языками диалога. В качестве конкурсной «премии за заслуги» впервые появилась на 29 церемонии премии «Оскар», состоявшейся в 1957 году. Ранее, в 1948—1956 годах, иноязычные фильмы 8 раз награждались «почётным/специальным „Оскаром“». Награда вручается режиссёру, а официальным победителем является страна, фильм которой одержал победу.
С момента получения независимости от Югославии, Хорватия 25 раз подавала заявку на «Оскар» на лучший фильм на иностранном языке (на момент 2016 года), но ни разу не была номинирована на эту премию. Хорватия так же неуспешно пыталась подать заявку в 1991 году, в то время, когда страна была в процессе получения международного признания. С момента независимости Хорватии, фильмы пяти хорватских режиссёров попадали в заявки более одного раза. Режиссёры Бранко Шмидт, Арсен Антон Остоич и Зринко Огреста подали на «Оскар» за лучший фильм на иностранном языке по три своих фильма, а режиссёры Винко Брешан и Далибор Матанич — по два.
До обретения независимости, хорватские актёры и кинематографисты участвовали в Югославской киноиндустрии, и несколько фильмов, созданных хорватскими кинематографистами или срежиссированными на хорватских студиях, на премии «Оскар» представляли Югославию. Двое из этих фильмов были впоследствии номинированы на премию: «Дорога длиною в год», снятый Джузеппе Де Сантисом в 1958 году (в создании которого поучаствовали хорватские кинокомпании Croatia Film и Jadran Film), и «Девятый круг», снятый Франце Штиглицем в 1960 году (создан кинокомпанией Jadran Film).
Процедура отбора фильмов, включаемых в официальную заявку на «Оскар» от Хорватии, организовывается Хорватским обществом кинематографистов (хорв. Hrvatsko društvo filmskih djelatnika, сокращённо — HDFH). Кинопродюсеры и кинорежиссёры могут отправлять фильмы на рассмотрение в HDFH, где проверяется полнота заявки и соответствие правилам Академии. Согласно актуальным критериям HDFD от 2007 года, это означает, что фильм должен быть выпущен между 1 октября текущего и 30 сентября прошлого года, и что приложенная заявка должна содержать письменное заявление, подтверждающее, что все финансовые обязанности перед актёрами и специалистами, вовлечёнными в создание фильма, исполнены. Из предложенных заявок фильм выбирается в ходе тайного голосования среди комитета, состоящего из 17 участников HDFD.

## Список фильмов
| Год (Церемония) | Русское название                  | Хорватское название            | Английское название              | Режиссёр                    | Результат      |
| --------------- | --------------------------------- | ------------------------------ | -------------------------------- | --------------------------- | -------------- |
| 1992: (65.)     | Притча из Хорватии                | Priča iz Hrvatske              | Story from Croatia               | Крсто Папич                 | Не номинирован |
| 1993: (66.)     | Графиня Дора                      | Kontesa Dora                   | Countess Dora                    | Звонимир Беркович           | Не номинирован |
| 1994: (67.)     | Вуковар: путь домой               | Vukovar se vraća kući          | Vukovar: The Way Home            | Бранко Шмидт                | Не номинирован |
| 1995: (68.)     | Промытые                          | Isprani                        | Washed Out                       | Зринко Огреста              | Не номинирован |
| 1996: (69.)     | Наусикая                          | Nausikaja                      | Nausikaja                        | Вицко Руич                  | Не номинирован |
| 1997: (70.)     | Лапиш — маленький башмачник       | Čudnovate zgode Šegrta Hlapića | Lapitch the Little Shoemaker     | Милан Блажекович            | Не номинирован |
| 1998: (71.)     | Трансатлантик                     | Transatlantik                  | Transatlantic                    | Младен Юран                 | Не номинирован |
| 1999: (72.)     | Красная пыль                      | Crvena prašina                 | Red Dust                         | Зринко Огреста              | Не номинирован |
| 2000: (73.)     | Маршал                            | Maršal                         | Marshall Tito’s Spirit           | Винко Брешан                | Не номинирован |
| 2001: (74.)     | Королева ночи                     | Kraljica noći                  | Queen of the Night               | Бранко Шмидт                | Не номинирован |
| 2002: (75.)     | Милые мёртвые девочки             | Fine mrtve djevojke            | Fine Dead Girls                  | Далибор Матанич             | Не номинирован |
| 2003: (76.)     | Свидетели                         | Svjedoci                       | Witnesses                        | Винко Брешан                | Не номинирован |
| 2004: (77.)     | Долгая мрачная ночь               | Duga mračna noć                | Long Dark Night                  | Антун Врдоляк               | Не номинирован |
| 2005: (78.)     | Дивная ночь в Сплите              | Ta divna splitska noć          | A Wonderful Night in Split       | Арсен Антон Остоич          | Не номинирован |
| 2006: (79.)     | Свобода                           | Libertas                       | Libertas                         | Велько Булайич              | Не номинирован |
| 2007: (80.)     | Армин                             | Armin                          | Armin                            | Огнен Свиличич              | Не номинирован |
| 2008: (81.)     | Ничей сын                         | Ničiji sin                     | No One’s Son                     | Арсен Антон Остоич          | Не номинирован |
| 2009: (82.)     | Осёл                              | Kenjac                         | Donkey                           | Антонио Нуич                | Не номинирован |
| 2010: (83.)     | Чёрные                            | Crnci                          | The Blacks                       | Горан Девич и Звонимир Юрич | Не номинирован |
| 2011: (84.)     | 72 дня                            | Sedamdeset i dva dana          | 72 Days                          | Данило Шербеджия            | Не номинирован |
| 2012: (85.)     | Людоед-вегетарианец               | Ljudožder vegetarijanac        | Vegetarian Cannibal              | Бранко Шмидт                | Не номинирован |
| 2013: (86.)     | Путь Халимы                       | Halimin put                    | Halima’s Path                    | Арсен Антон Остоич          | Не номинирован |
| 2014: (87.)     | Ковбои                            | Kauboji                        | Cowboys                          | Томислав Мршич              | Не номинирован |
| 2015: (88.)     | Зенит                             | Zvizdan                        | The High Sun                     | Далибор Матанич             | Не номинирован |
| 2016: (89.)     | На другой стороне                 | S one strane                   | On the Other Side                | Зринко Огреста              | Не номинирован |
| 2017: (90.)     | Смотри в свою тарелку!            | Ne gledaj mi u pijat           | Quit Staring at My Plate         | Хана Юшич                   | Не номинирован |
| 2018: (91.)     | Восьмой комиссар                  | Osmi povjerenik                | The Eighth Commissioner          | Иван Салай                  | Не номинирован |
| 2019: (92.)     | Мали                              | Mali                           | Mali                             | Антонио Нуич                | Не номинирован |
| 2020: (93.)     | Продлёнка                         | Dopunska nastava               | Extracurricular                  | Иван-Горан Витез            | Не номинирован |
| 2021: (94.)     | Тереза37                          | Tereza37                       | Tereza37                         | Данило Шербеджия            | Не номинирован |
| 2022: (95.)     | Безопасное место                  | Sigurno mjesto                 | Safe Place                       | Юрай Леротич                | Не номинирован |
| 2023: (96.)     | Следы                             | Tragovi                        | Traces                           | Дубравка Туриц              | Не номинирован |
| 2024: (97.)     | Прекрасный вечер, прекрасный день | Lijepa večer, lijep dan        | Beautiful Evening, Beautiful Day | Ивона Юка                   | Не номинирован |

## Комментарии
1. ↑  Использовалось во время номинации.